# Kongeå
Die Kongeå [ˈkɔŋəoːʔ] (deutsch Königsau) ist ein 65 km langes Fließgewässer, das von Osten nach Westen durch Jütland fließt.

## Entstehung und Verlauf
Das Flussbett der Kongeå wurde am Ende der letzten Eiszeit, der Weichsel-Eiszeit, vom Schmelzwasser des Eises in den Sand gegraben. Die Kongeå entspringt zwischen Ødis-Bramdrup und Vamdrup in der Kolding Kommune. Zu einem breiteren und markanten Fluss wird die Kongeå allerdings erst nach ihrem Zusammenfluss mit der Vejen Å.
Die Kongeå fließt Richtung Westen durch ein breites Flusstal mit erheblichen Uferhängen zu den an dem Nord- und Südufer liegenden Hügeln. Die Kongeå mündet am Kongeå-Siel (dänisch Kongeå Sluse) westlich von Gredstedbro (Esbjerg Kommune) und nördlich von Ribe (deutsch Ripen) in das Wattenmeer (Nordsee).

## Die Kongeå als Grenzfluss

Karte Jütland mit Kongeå als Grenzfluss

### Bis 1864
Bereits ab dem 13. Jahrhundert bildete die Kongeå zusammen mit der Kolding Å die Grenze zwischen dem Herzogtum Schleswig und dem Königreich Dänemark. Seit dem 16. Jahrhundert bis 1850 war die Kongeå Zollgrenze zwischen Schleswig und Dänemark. Obgleich beide Gebiete zum Dänischen Gesamtstaat gehörten und dem dänischen König unterstanden, musste man beim Überschreiten der Grenze Zoll bezahlen.

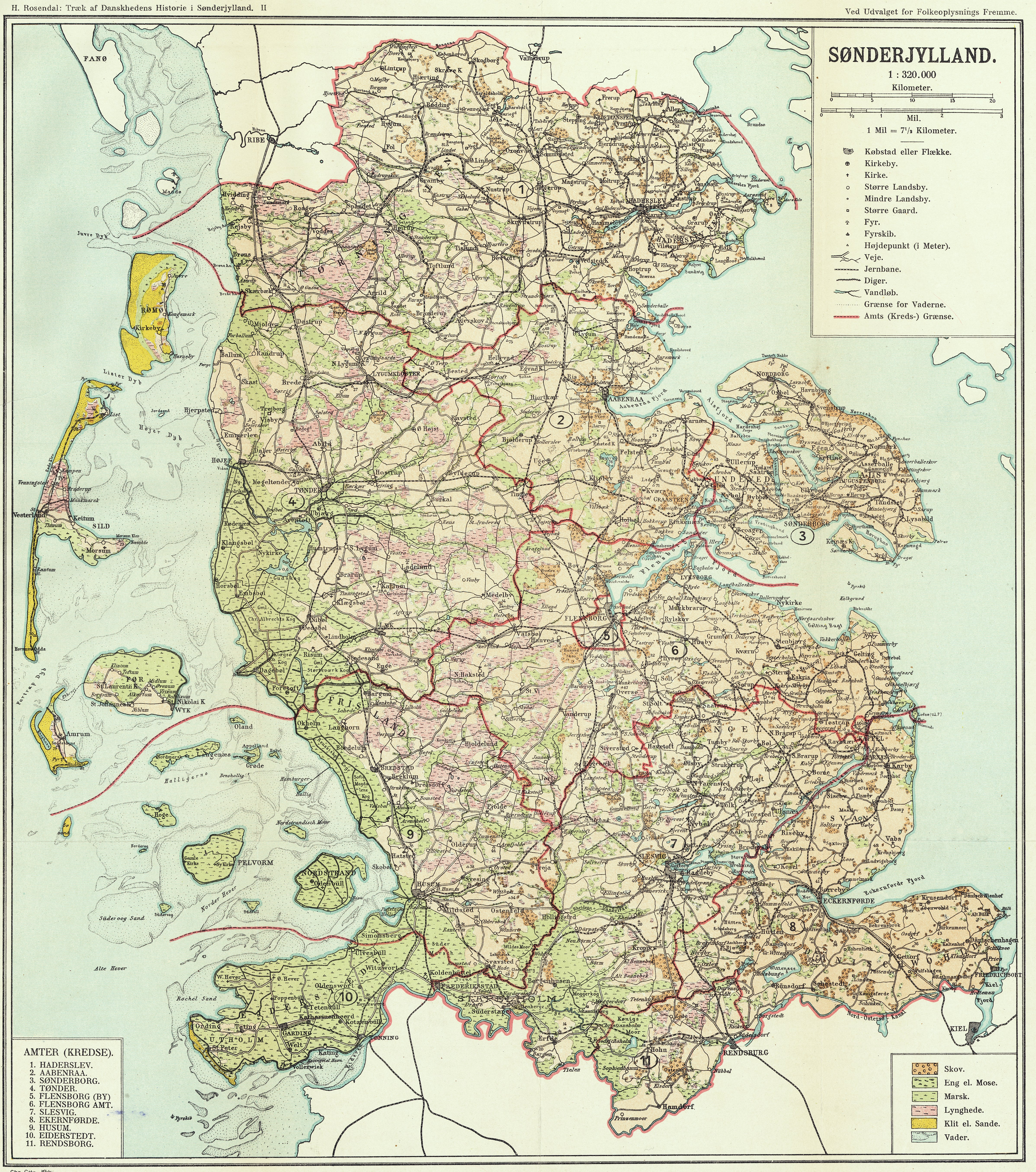
Karte Herzogtum Schleswig, 1918

Schleswig war vor 1864 zusammen mit dem Herzogtum Holstein Teil des multi-ethnischen Dänischen Gesamtstaates. Anders als Holstein gehörte Schleswig als dänisches Reichs- und Königslehen nicht zum Römisch-Deutschen Reich oder Deutschen Bund. Die Grenze zwischen Schleswig und Holstein wurde dabei durch die Flüsse Eider und Levensau markiert. Im Jahr 1851 wurde die Zollgrenze an die Südgrenze des Herzogtum Schleswig verlegt, so dass es zum ersten Mal seit Jahrhunderten möglich war, die Kongeå frei zu überqueren.

### 1864 bis 1920
Nach Dänemarks Niederlage gegen Preußen und Österreich im Deutsch-Dänischen Krieg von 1864 und aufgrund des Friedensvertrages von Wien vom 30. Oktober 1864 bildete die Kongeå zwischen Fårkrog und Villebøl eine Teilgrenze zwischen Dänemark und Preußen bzw. ab 1871 dem Deutschen Reich. Die alte Zollgrenze an der Kongeå und Kolding Å wurde also erneut errichtet mit Zollstellen auf beiden Seiten der Flüsse. Die 9. Gendarmeriebrigade aus Schleswig wurde von Preußen zur Grenzbewachung eingesetzt.

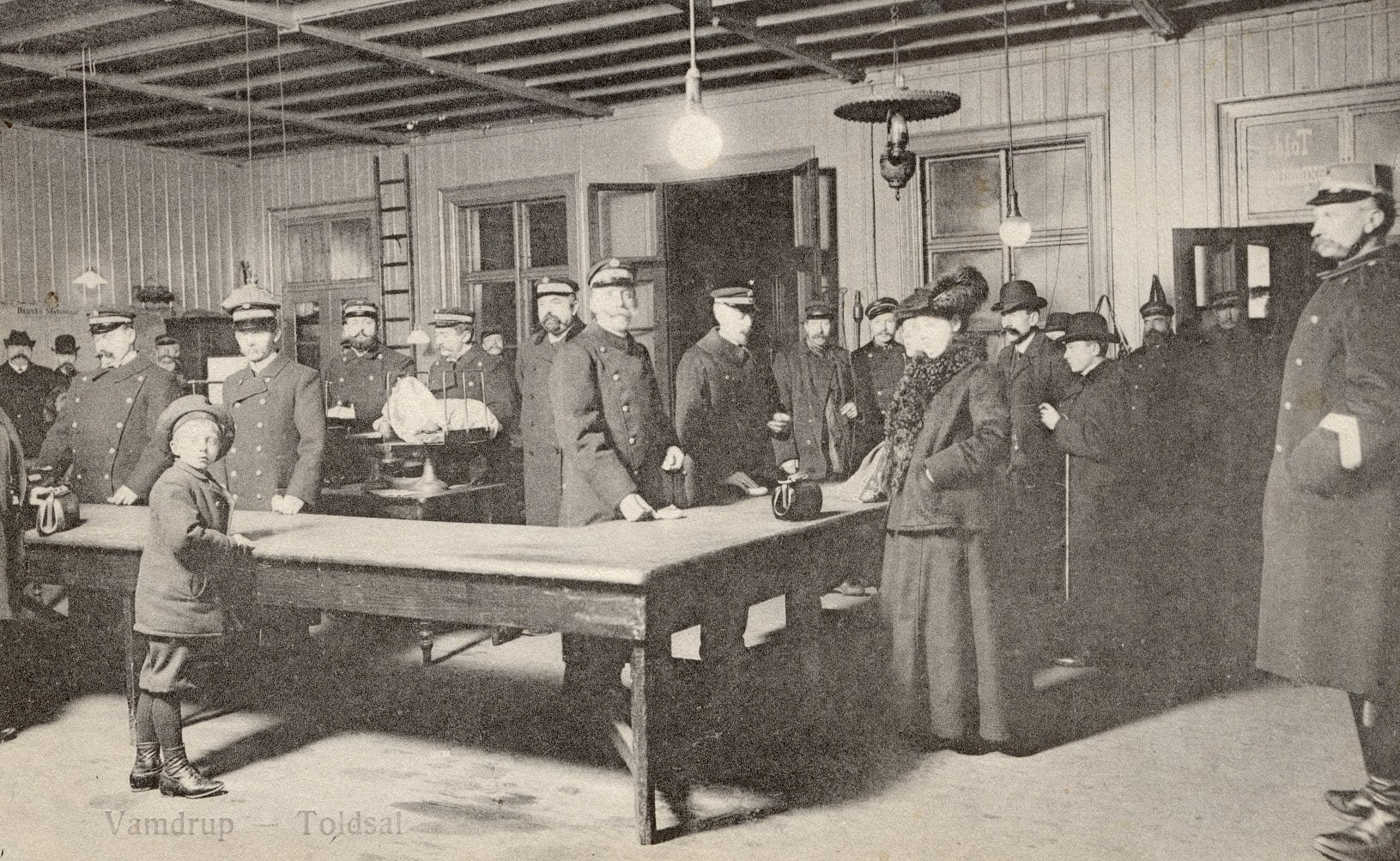
Zollsaal in Vamdrup im alten Bahnhofsgebäude an der Grenze an der Kongeå (1864–1920)

Die neu geschaffene Landesgrenze folgte nicht genau der alten Zollgrenze zwischen dem Herzogtum Schleswig und dem Königreich Dänemark. Als Ersatz für die an Preußen abgetretenen königlich-dänischen Enklaven in dem Herzogtum Schleswig erhielt Dänemark die Insel Ærø in der Ostsee und acht Kirchspiele südlich von Kolding, das Gebiet um die Stadt Ribe und Kalvslund Herred sowie einen Teil von Hvidding Herred.
Als Anfang 1865 die Grenze in der Landschaft markiert wurde, wurde sie zusätzlich korrigiert. Die Dörfer Kalvslund und Villebøl kamen zu Dänemark, das im Gegenzug ein Gebiet südlich von Brænore Schleswig überließ. Ohne diese Korrektur hätte die Landstraße von Kolding nach Ribe teilweise über schleswigsches Gebiet geführt.
Der so festgelegte Grenzverlauf zwischen Dänemark und dem Deutschen Reich hatte Bestand bis zur Volksabstimmung in Schleswig im Jahre 1920. Als Ergebnis der Abstimmung wurde Nordschleswig (dänisch Nordslesvig oder Sønderjylland) am 15. Juni 1920 an Dänemark abgetreten und der heutige südlichere Grenzverlauf zwischen Deutschland und Dänemark von Flensburg bis südlich von Tondern festgelegt.
Auch weiterhin bildet die Kongeå – für Unkundige etwas verwirrend – die natürliche Grenze zwischen Sønderjylland (deutsch Süderjütland oder Nordschleswig) im Süden und Sydjylland (deutsch Südjütland) (→dem Südteil Nørrejyllands) im Norden.

## Die Kongeå als Transportweg
Die Kongeå bildete nicht nur eine Grenze quer durch Jütland. Sie war auch ein Transportweg, der das Meer mit dem Binnenland und somit ihre Umgebung mit der Welt verband. Archäologische Funde ergaben, dass die Kongeå bereits seit vorhistorischer Zeit eine wichtige Rolle für Transport und Handel spielte. Dies gilt nicht zuletzt für die Gegend bei Gredstedbro.
Bei Arbeiten zur Begradigung der Kongeå im Jahr 1945 fanden Arbeiter Überreste eines großen Schiffes aus dem 7. Jahrhundert. Damals wurden einzelne Wrackstücke dem Museum in Ribe übergeben, aber der Großteil des Schiffes blieb an der Fundstelle liegen. Leider markierte man seinerzeit den Fundort nicht genau. Und obgleich Archäologen mehrfach nach dem Schiff suchten, konnte es noch nicht wiedergefunden werden.

## Fischbestand
In dem Fluss Kongeå leben unter anderem Aale (Anguilla anguilla), Lachse (Salmo salar), Europäische Äschen (Thymallus thymallus), Nordseeschnäpel (Coregonus oxyrinchus) sowie Bachforellen (Salmo trutta).

## Wassersport
Es ist erlaubt Wassersport auf der Kolding Å zu betreiben, allerdings nur mit einem Kanu, Kajak, Ruderbooten und anderen Wasserfahrzeuge ohne Motorantrieb.

## Wanderweg Kongeåstien
Entlang des Flusslaufes der Kongeå hat man einen Wanderweg (dänisch Kongeåstien) angelegt. Der Kongeå-Wanderweg ist ein einfacher Trampelpfad, der jedoch deutlich mit Pfählen markiert ist, so dass man sich nicht verlaufen kann. Der Wanderweg ist insgesamt 67 Kilometer lang und mit Info-Tafeln an interessanten Punkten bestückt. Es werden insgesamt 14 Streckenabschnitte genau beschrieben. Einfache hölzerne Schelter am Weg können zum Übernachten genutzt werden. 

## Kongeåmuseet

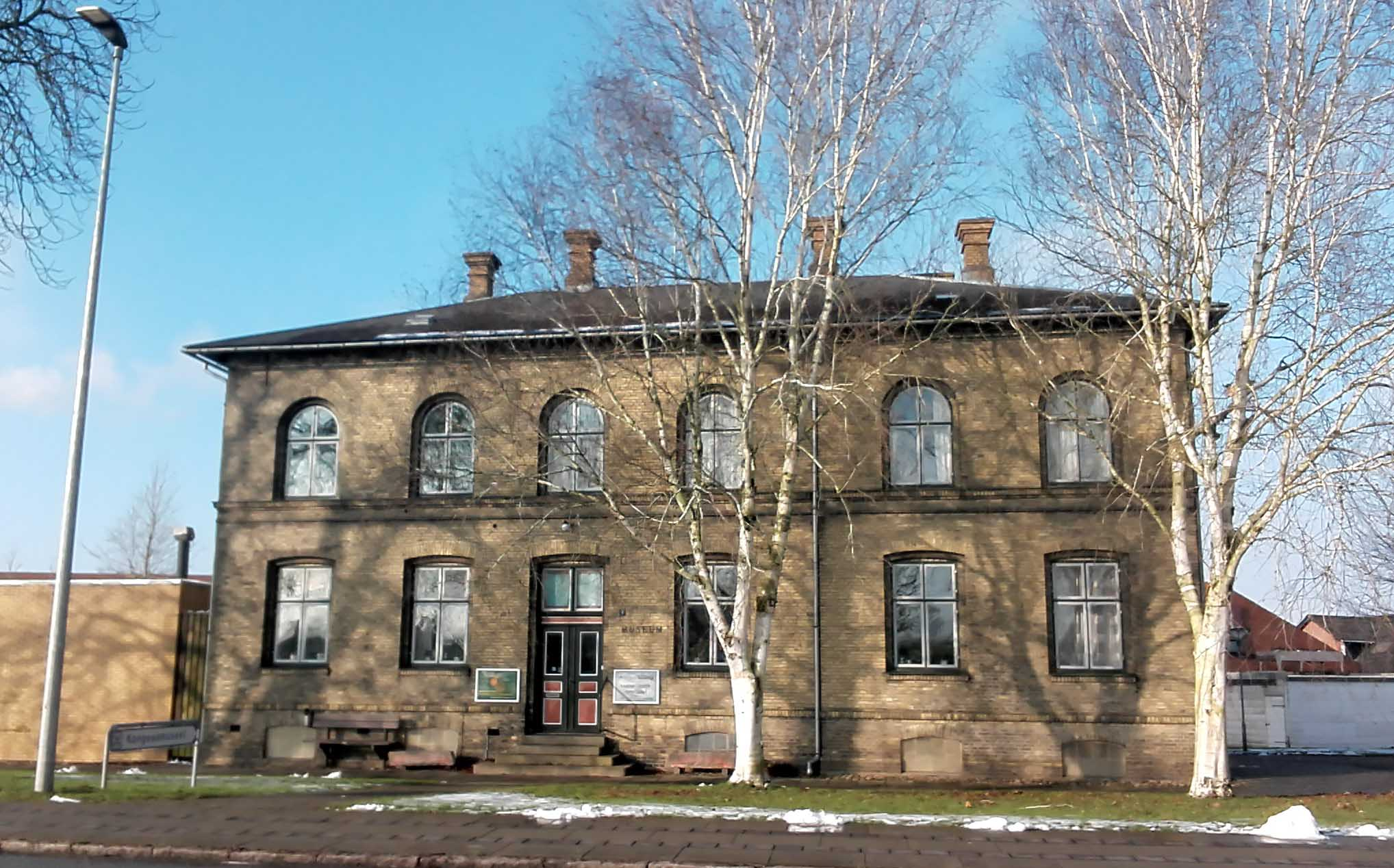
Kongeå Museum in Vamdrup

Das Kongeå Museum (dänisch Kongeåmuseet) wurde 1973 in dem Ort Vamdrup gegründet und zog 1985 in das Gebäude des ehemaligen Bahnhofsvorstehers der Stadt um. Es wurde 1899 erbaut und war aufgrund seiner Bedeutung als Grenzbahnhof Vamdrup (dänisch Vamdrup Grænsebanegård) sehr groß und damit seinerzeit der viertgrößte Bahnhof Dänemarks.
Das Museum enthält Ausstellungen über die Kongeå als Grenze des Königreichs Dänemark, sowohl in der Funktion als Staatsgrenze zwischen Dänemark und Deutschland zwischen 1864 und 1920, als auch als Zollgrenze zum Herzogtum Schleswig. Die Ausstellung zeigt ein großes Modell des alten Grenzbahnhofs im Verhältnis 1:87. Darüber hinaus enthält das Gebäude Erinnerungen an die Grenzbahnhofsstadt, die nach 1866 entstand, als die Bahnstrecke Fredericia–Flensburg mit den Teilstrecken Vojens–Vamdrup auf (ehemals) deutscher Seite und Fredericia–Vamdrup auf dänischer Seite eingeweiht wurden.
Das Museum verfügt auch über einen Schulungsraum, eine altmodische Küche, das Wohnzimmer aus der Wassermühle Vamdrup (dänisch Vamdrup Vandmølle) sowie Ausstellungen von Spielzeug und Handarbeiten. Das Museum wird von freiwilligen Mitarbeitern betrieben.

## Galerie

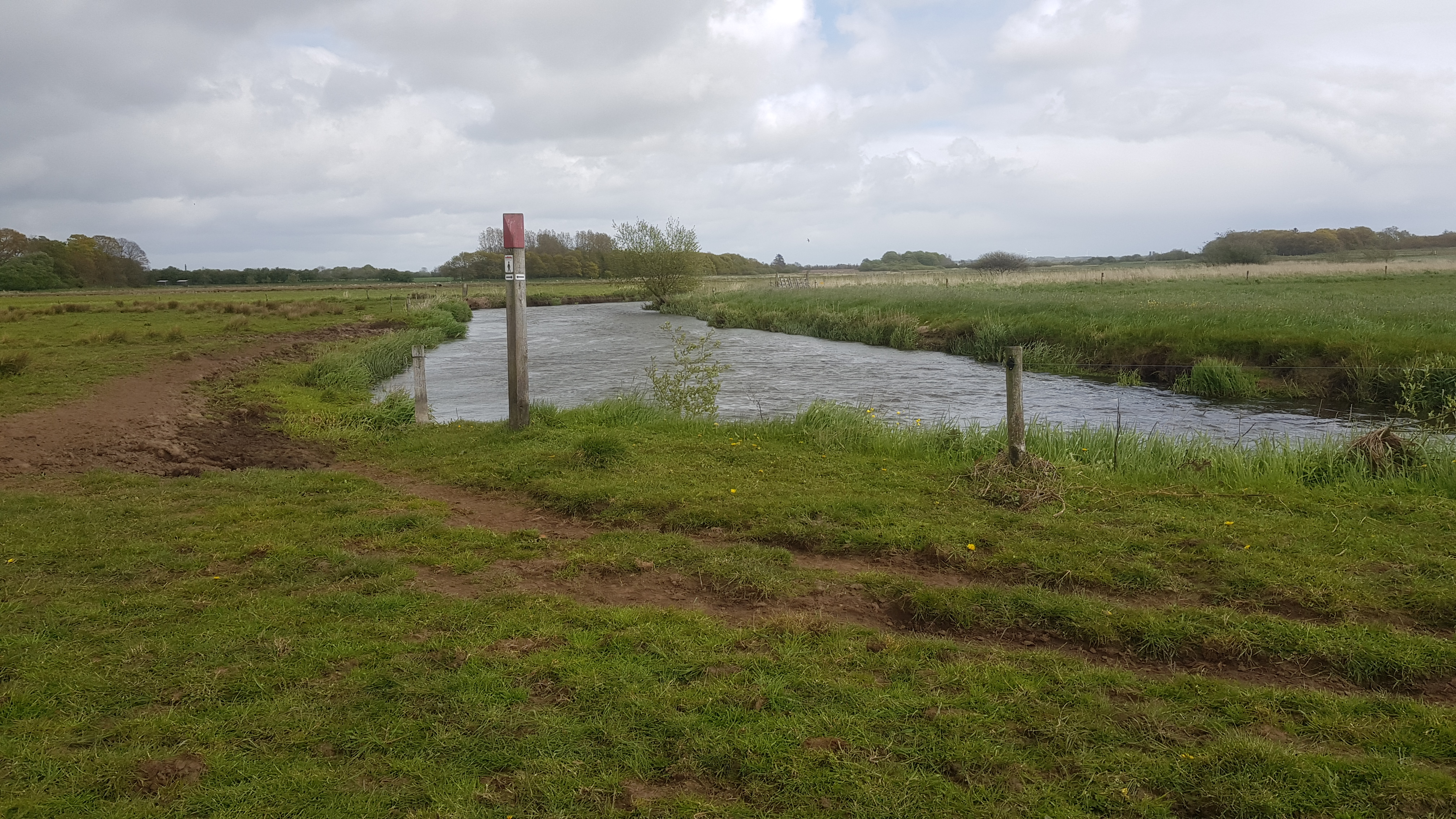
Kongeå südlich des Ortes Tobøl
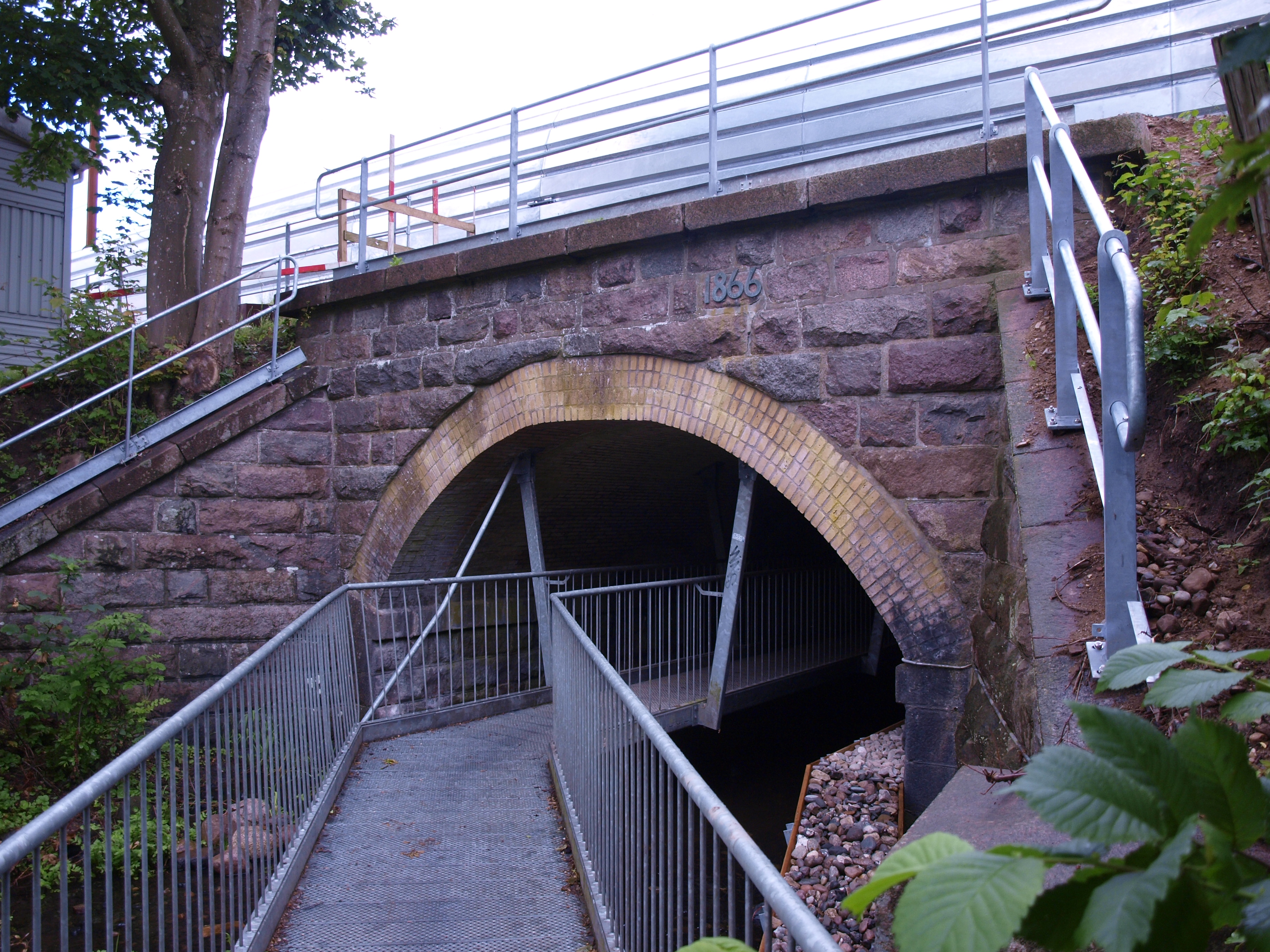
Eisenbahnbrücke von 1866 über die Kongeå in Vamdrup
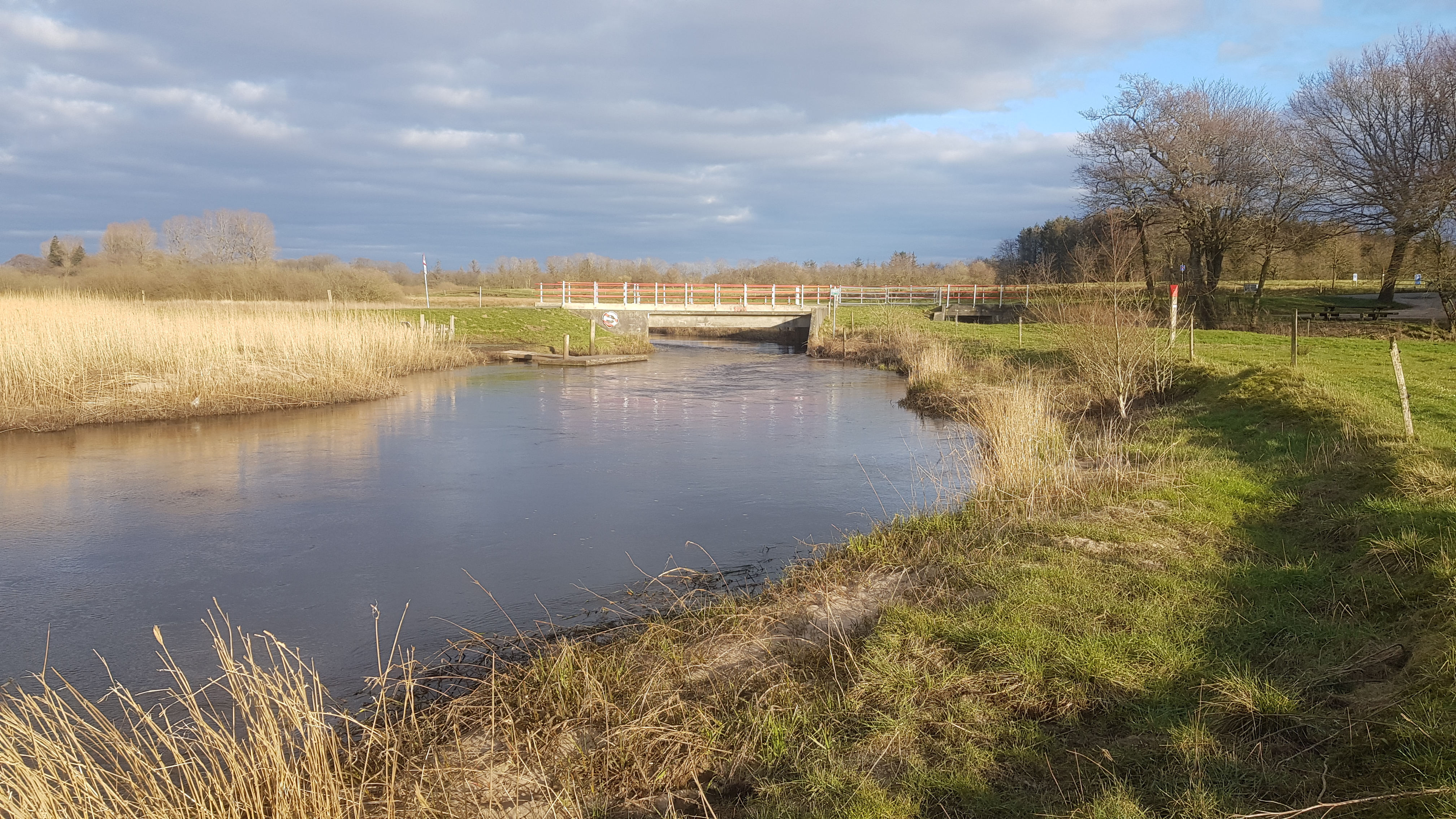
Freiheitsbrücke (dänisch Frihedsbro) über die Kongeå bei Beistrupgård
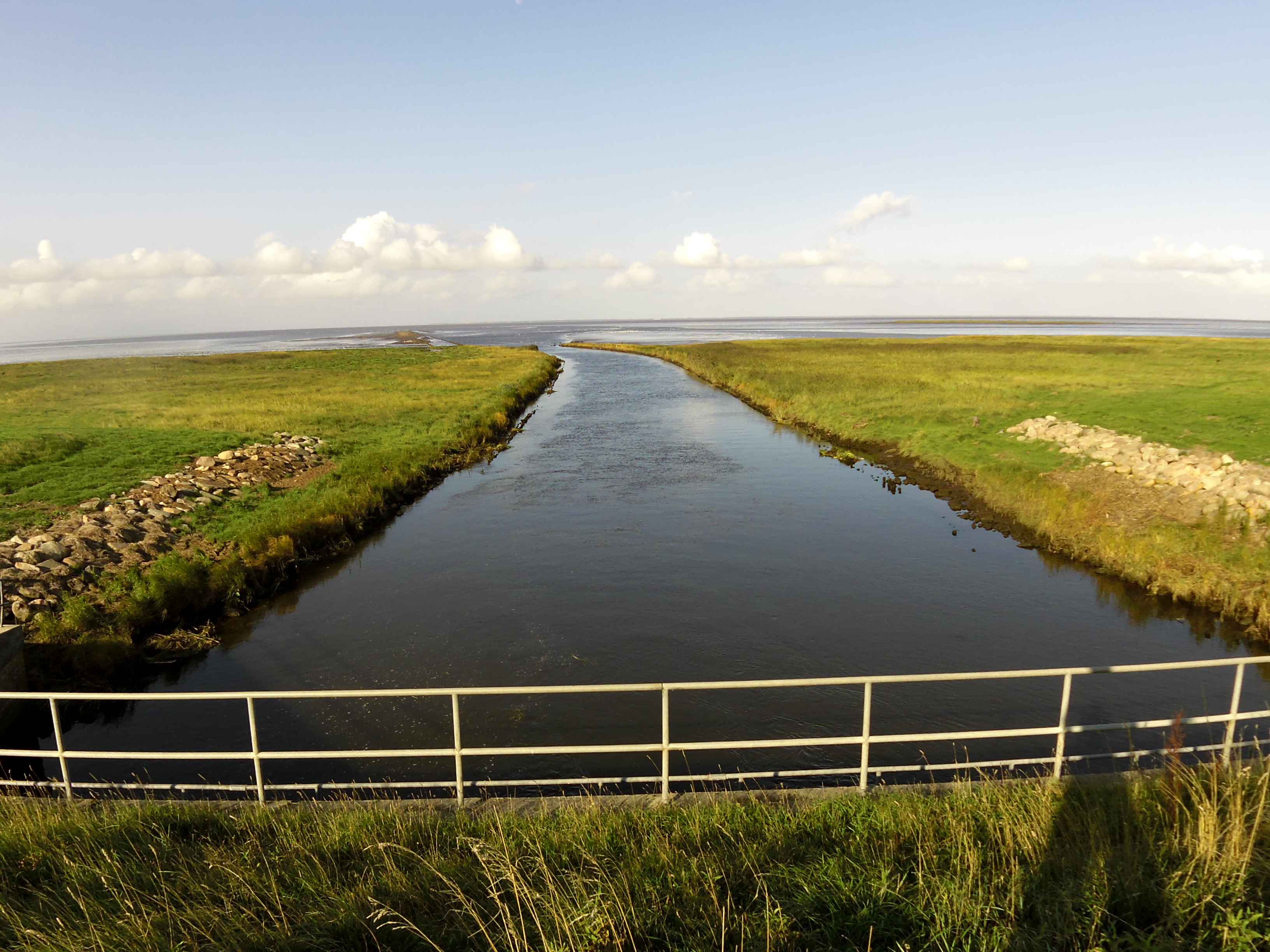
Mündung der Kongeå bei dem Kongeå Siel in das Wattenmeer der Nordsee, nördlich von Ribe
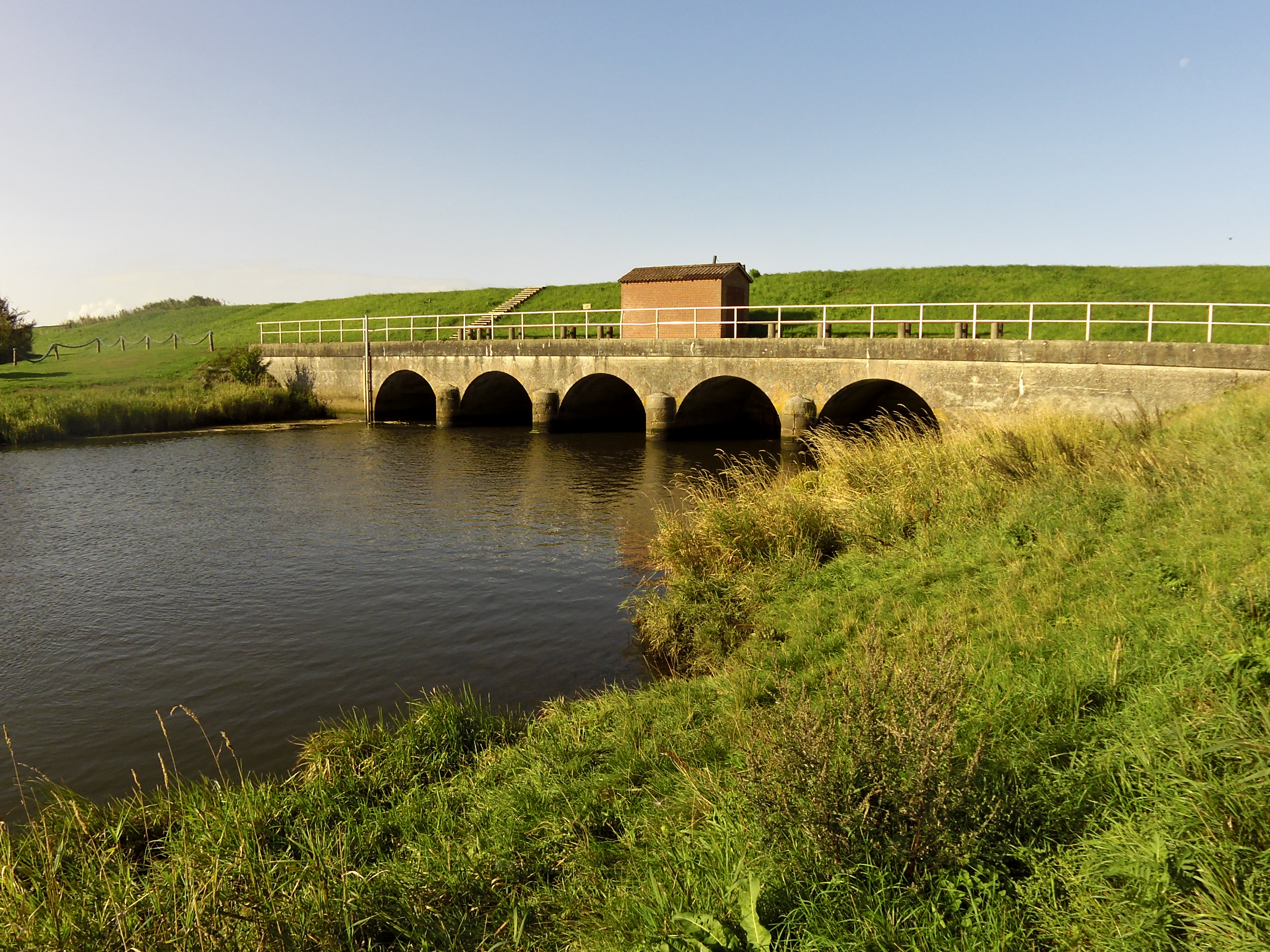
Königsau Siel (dänisch Kongeå Sluse) nördlich von Ribe
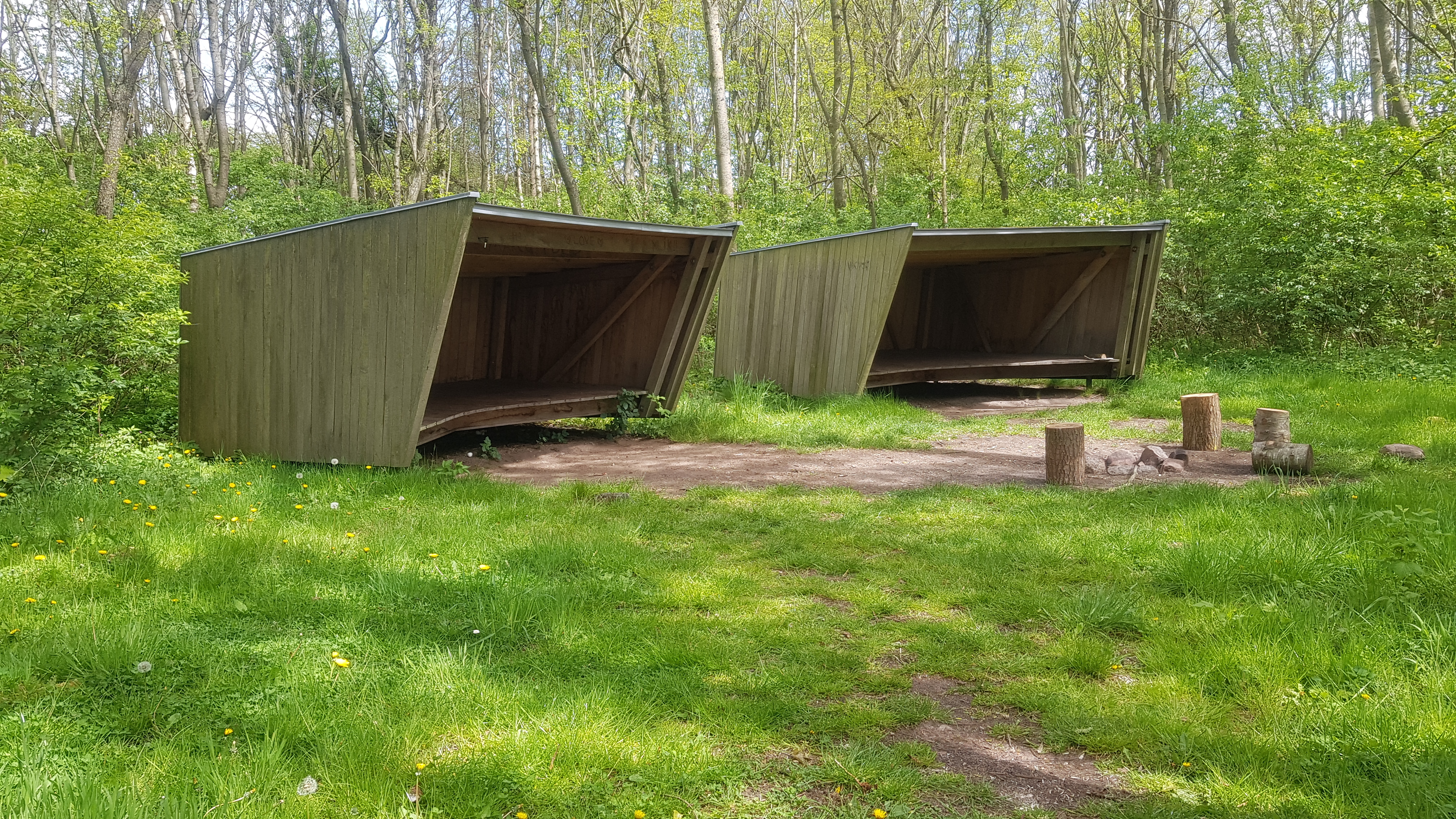
Shelter am Kongeåstien zum Übernachten, südlich von Tobøl